# Astroturfing

Astroturfing este un termen folosit cu precădere în Statele Unite ale Americii și desemnează o tehnică de propagandă utilizată în scopuri publicitare, politice sau din domeniul relațiilor publice, care urmărește crearea impresiei aparente a unui comportament spontan în sprijinul unei opinii, pentru a-i conferi o pretinsă „popularitate” pe care nu o deține în realitate.

## Definiție
În esență, această formă de manipulare și dezinformare constă în disimularea sursei reale a unui mesaj destinat influențării opiniei publice și prezentarea lui ca provenind din surse multiple și independente, în așa fel încât să mimeze existența unei „baze sociale” cât mai largi.
În timpul „războiului rece” termenul încă nu apăruse, dar tehnica era folosită în mod curent de oficiile de „agitprop” (cum i se spunea „astroturfingului” în lumea comunistă - de la „agitație și propagandă”) pentru a manipula cu precădere opinia publică din Apus. De exemplu, pentru mișcările pacifiste, sindicale sau de stânga, intervenția americană în Vietnam a fost prezentată ca o „agresiune imperialistă a capitaliștilor împotriva poporului vietnamez”, în timp ce pentru mișcările patriotice, religioase, naționaliste și de dreapta, era prezentată ca o „pavăză a democrației împotriva dictaturii roșii”, ea fiind, din punct de vedere geopolitic, o luptă de influență strategică, cu scopuri economice, între cele două „tabere” (Pactul de la Varșovia versus OTAN) pentru care soarta poporului vietnamez nu era o preocupare.
În societățile contemporane avansate, există numeroase forme de astroturfing, începând de la simpla mascare a apartenenței emițătorului unui mesaj la un partid politic ori a legăturilor sale financiare cu o organizație sau un agent economic și până la forme mai complexe, implicând inventarea de persoane și identități fictive, în domenii în care verificarea existenței lor reale este practic imposibilă. Pe Internet, fenomenul este susținut de proiectarea unor programe speciale care au drept scop mascarea identității reale a unei surse și multiplicarea ei sub înfățișarea a numeroase surse aparent distincte între ele.

## Originea termenului

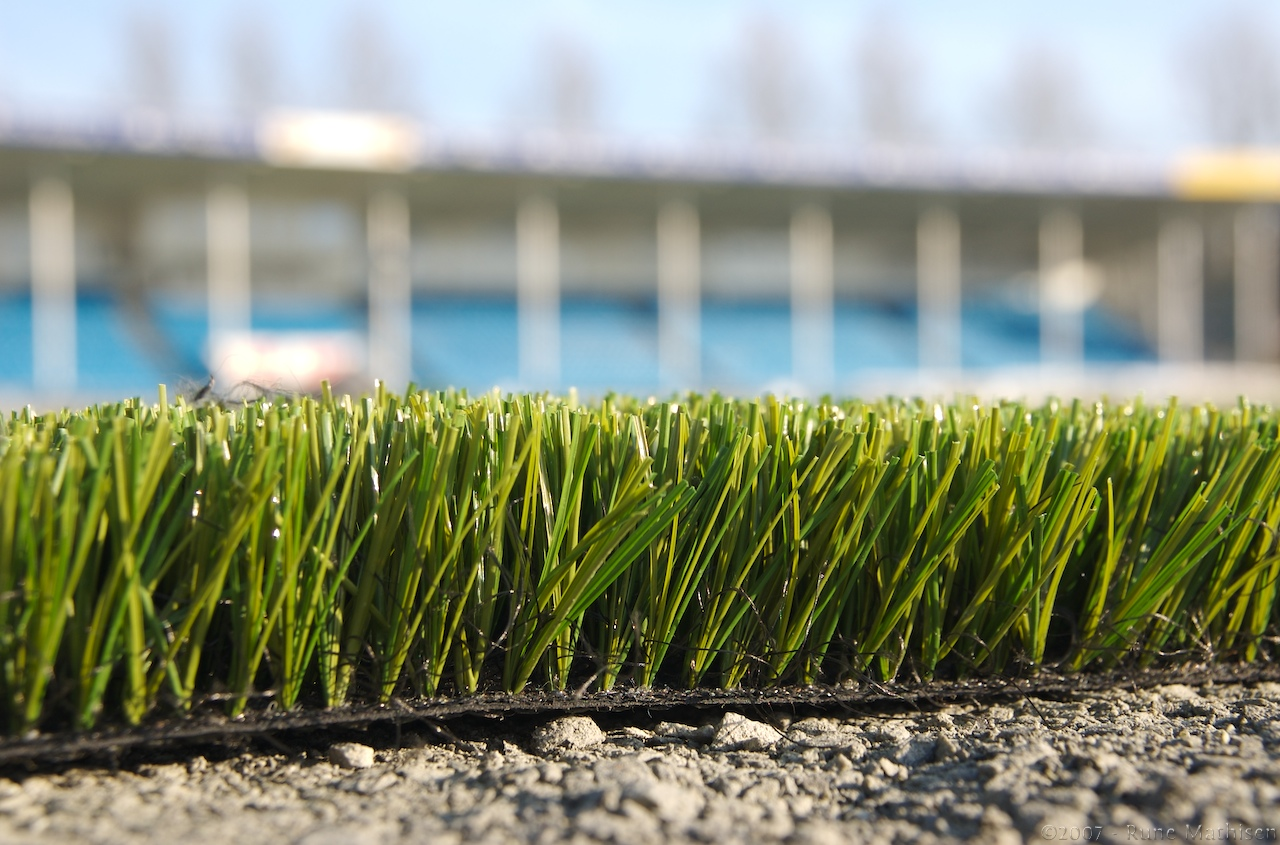
Gazonul artificial imită iarba naturală, dar este lipsit de rădăcini.

Cuvântul „astroturfing” (pronunțat /ˈastrəʊtəːfɪŋ/) a fost creat în engleza americană a anilor 80 ai secolului XX, fiind folosit inițial în domeniul marketingului. El derivă din denumirea comercială „AstroTurf”®, o marcă înregistrată de gazon artificial produsă inițial de compania Monsanto și comercializată pe scară largă începând din 1966, când a fost utilizată pentru acoperirea stadionului Astrodome din Houston (Texas), de la care își trage și numele.
Formarea termenului se bazează pe un joc de cuvinte. Referirea la iarba artificială, lipsită de rădăcină, este făcută prin opoziție cu expresia anglo-americană „grassroots movement” (în traducere literală: „mișcare de la rădăcinile ierbii”, redată uneori în limba română prin expresia „la firul ierbii”), denumire metaforică ce desemnează o mișcare autentică de masă, cu „rădăcini naturale” bine înfipte în „solul social” și care se dezvoltă spontan, neavând nevoie de „cultivare”.
Calamburul a fost folosit pentru prima dată în 1985 de către senatorul democrat de atunci al statului Texas, Lloyd Bentsen (viitor candidat la vicepreședinția SUA). Confruntat cu o intensă activitate de lobbying din partea companiilor de asigurări, materializată într-un „munte de scrisori și cărți poștale” primite, acesta a afirmat: „un texan poate face diferența dintre grassroots (rădăcinile ierbii) și Astroturf (gazon artificial)... aceasta este corespondență organizată”.
Ulterior, cuvântul s-a încetățenit în terminologia politică americană, de unde a fost preluat ca atare în multe alte limbi, între care și româna.